# Tachina furcipennis
Tachina furcipennis är en tvåvingeart som beskrevs av Chao och Zhou 1987. Tachina furcipennis ingår i släktet Tachina och familjen parasitflugor. Inga underarter finns listade i Catalogue of Life.